# Ваях
Ваях (нім. Weiach) — громада  в Швейцарії в кантоні Цюрих, округ Дільсдорф.

## Географія
Громада розташована на відстані близько 105 км на північний схід від Берна, 22 км на північ від Цюриха.
Ваях має площу 9,6 км², з яких на 11,9% дозволяється будівництво (житлове та будівництво доріг), 34,5% використовуються в сільськогосподарських цілях, 50,2% зайнято лісами, 3,4% не є продуктивними (річки, льодовики або гори).

## Демографія
2019 року в громаді мешкало 1903 особи (+92,8% порівняно з 2010 роком), іноземців було 26,1%. Густота населення становила 199 осіб/км².
За віковим діапазоном населення розподілялося таким чином: 19,3% — особи молодші 20 років, 67,8% — особи у віці 20—64 років, 12,9% — особи у віці 65 років та старші. Було 826 помешкань (у середньому 2,3 особи в помешканні).
Із загальної кількості 290 працюючих 31 був зайнятий в первинному секторі, 102 — в обробній промисловості, 157 — в галузі послуг.